# Jin Feidi
Feidi (廢帝) est un empereur de Chine de la dynastie Jin de l'Est né en 342 et mort le 23 novembre 386. Il règne de 365 à sa déposition, en 372.

## Biographie
Sima Yi est le deuxième fils de l'empereur Chengdi et de sa concubine Zhou. Il devient empereur en 365, après la mort de son frère aîné Aidi qui n'a pas laissé de fils pour lui succéder. Cependant, il ne dispose d'aucun pouvoir réel : c'est son oncle Sima Yu et le général Huan Wen (en) qui dirigent le pays.
L'ambitieux général Huan parvient à le faire déposer en 372, en contraignant l'impératrice douairière Chu Suanzi à signer son acte d'abdication. Huan fait exécuter ses concubines Tian et Meng, ainsi que les trois fils qu'elles lui avaient donné. Sima Yu devient empereur, tandis que Feidi, réduit au rang de « duc de Haixi », est exilé à Wu, dans l'actuel Jiangsu, où il meurt en 386.